# Kamienna Góra (Gdynia)
Kamienna Góra – dzielnica Gdyni położona we wschodniej części miasta, najmniejsza pod względem powierzchni (0,65 km kw.) i przedostatnia pod względem liczby ludności (niespełna 4000 mieszkańców). Graniczy z dzielnicami: Śródmieście (od północy i zachodu) oraz Wzgórze Św. Maksymiliana (od południa), a od wschodu także z Morzem Bałtyckim.

## Ogólna charakterystyka
Kamienna Góra to dzielnica w całości położona na morenowym wzgórzu o tej samej nazwie. Najwyższy wierzchołek wzgórza liczył 52,4 m n.p.m. W okresie II RP zachodnią część wzgórza wraz z najwyższym wierzchołkiem zniszczyła jednak eksploatacja cegielni i dziś zachowany najwyższy naturalny punkt osiąga 49,5 m. Kamienna Góra uchodzi za najbardziej luksusową dzielnicę miasta i jedną z najbardziej prestiżowych w Polsce, a jej zabudowę w dużej części stanowią wille znanych artystów i przedsiębiorców. Zespół historycznej zabudowy Kamiennej Góry jest wpisany do rejestru zabytków.

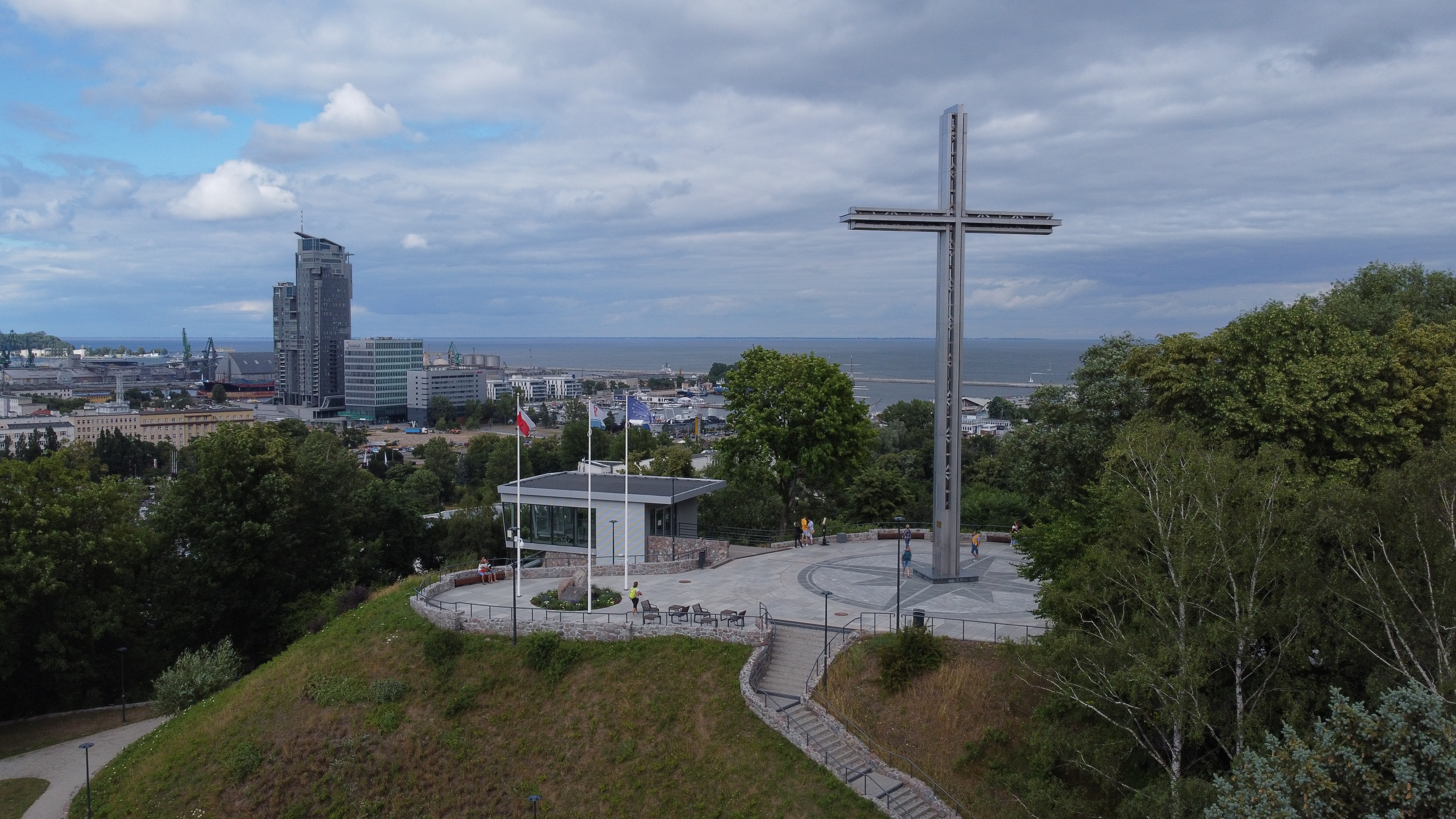
Punkt widokowy zdobi krzyż widoczny z wielu innych miejsc Gdyni.

W obrębie Kamiennej Góry znajdują się m.in.:
- Muzeum Miasta Gdyni,
- Muzeum Marynarki Wojennej,
- taras z widokiem na Zatokę Gdańską, port jachtowy, Port Gdynia i północne dzielnice miasta,
- kolej linowo-terenowa na Kamienną Górę,
- Park im. Marii i Lecha Kaczyńskich,
- część Bulwaru Nadmorskiego,
- Wydział Biologii oraz Wydział Oceanografii i Geografii Uniwersytetu Gdańskiego,
- Wojskowy Sąd Garnizonowy.

## Historia
Podczas niemieckiej okupacji w czasie II wojny światowej Niemcy zmienili nazwę dzielnicy na Steinberg. Przy ulicy Korzeniowskiego (nazwa okupacyjna: Prinz Eugenstrasse) znajdowała się terenowa placówka gdańskiego oddziału Gestapo.